# Reprezentacja Belgii na Mistrzostwach Europy w Wioślarstwie 2010
Reprezentacja Belgii na Mistrzostwach Europy w Wioślarstwie 2010 liczyła 8 sportowców. Najlepszym wynikiem było 7. miejsce w dwójce podwójnej mężczyzn.

## Medale

### Złote medale
Brak

### Srebrne medale
Brak

### Brązowe medale
Brak

## Wyniki

### Konkurencje mężczyzn
- jedynka wagi lekkiej (LM1x): Karel D'Hont – 12. miejsce
- dwójka podwójna (M2x): Thijs Obreno, Hannes Obreno – 7. miejsce
- czwórka podwójna (M4x): Hannes De Reu, Bart Poelvoorde, Alexander Koch, Tim Maeyens – 10. miejsce

### Konkurencje kobiet
- jedynka (W1x): Annick De Decker – 9. miejsce